# Fogars de la Selva
Fogars de la Selva és un municipi de la comarca de la Selva. El 1998 la Generalitat acceptà el canvi de nom del municipi de Fogars de Tordera per Fogars de la Selva.
Altres noms antics són: Fogás y Ramino (1842), Fogás de Tordera (1857-1980), Fogars de Tordera (1980-1998). El topònim deriva del plural de falgar, «lloc de falgueres», o de fogar, «llars». Està format per dues parròquies: Sant Cebrià de Fogars i Sant Andreu de Ramió.
De la mateixa manera que succeeix amb els termes d'Espinelves, Viladrau, Vidrà, Gósol o Mequinensa, aquest té també una particularitat administrativa: pertànyer a una província diferent de la de la majoria dels municipis de la seva comarca. Així, malgrat que Fogars forma part de la Selva, pertany a la província de Barcelona.

## Geografia
- Llista de topònims de Fogars de la Selva (Orografia: muntanyes, serres, collades, indrets..; hidrografia: rius, fonts...; edificis: cases, masies, esglésies, etc).

## Demografia
| 1497 | 1515 | 1553 | 1787 | 1887 | 1900 | 1920 | 1950 | 1970 | 2010  | 2024  |
| 27   | 29   | 16   | 315  | 497  | 485  | 456  | 443  | 244  | 1.513 | 1.680 |

## Galeria

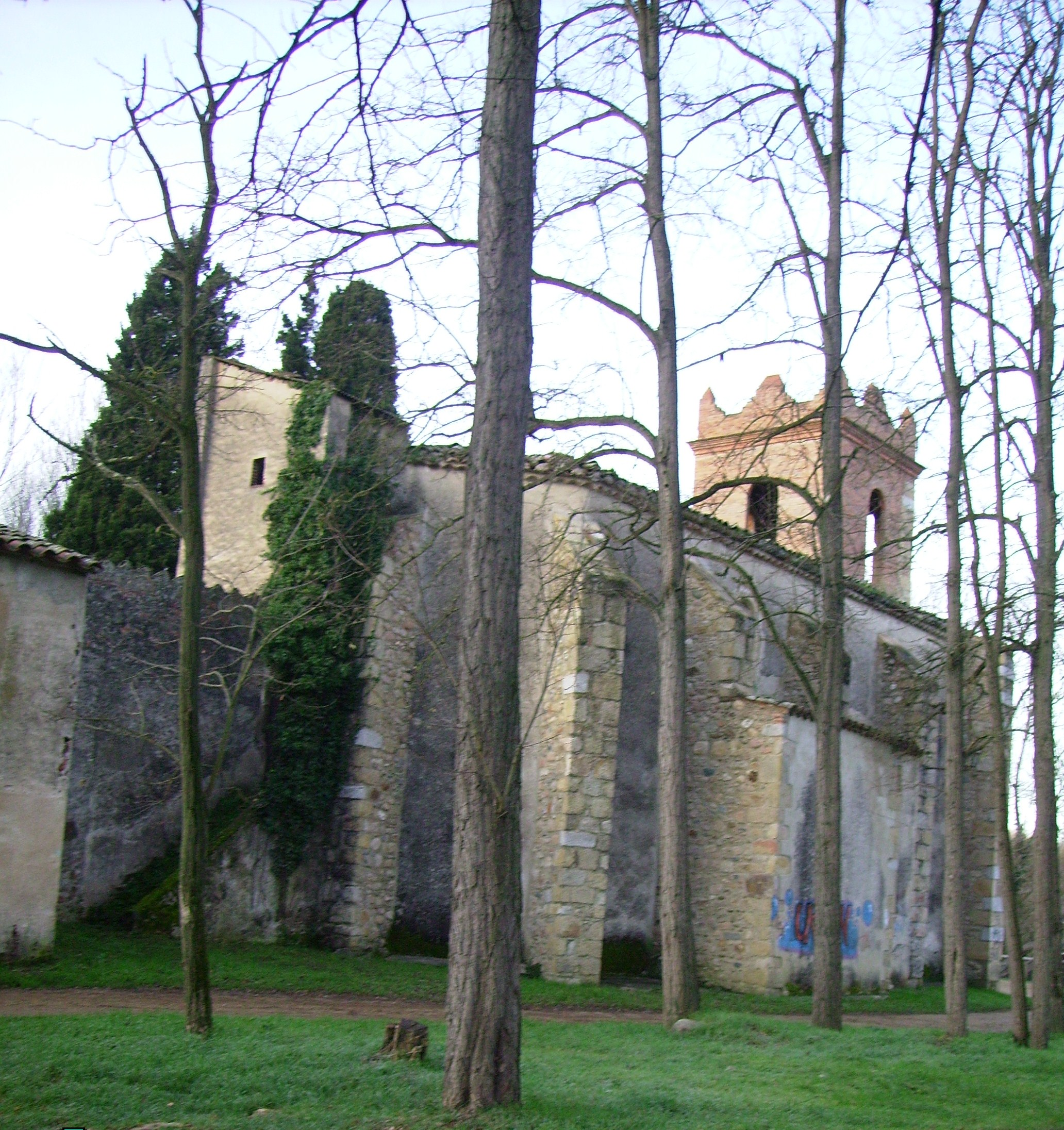
L'Església de Sant Cebrià des del vessant nord
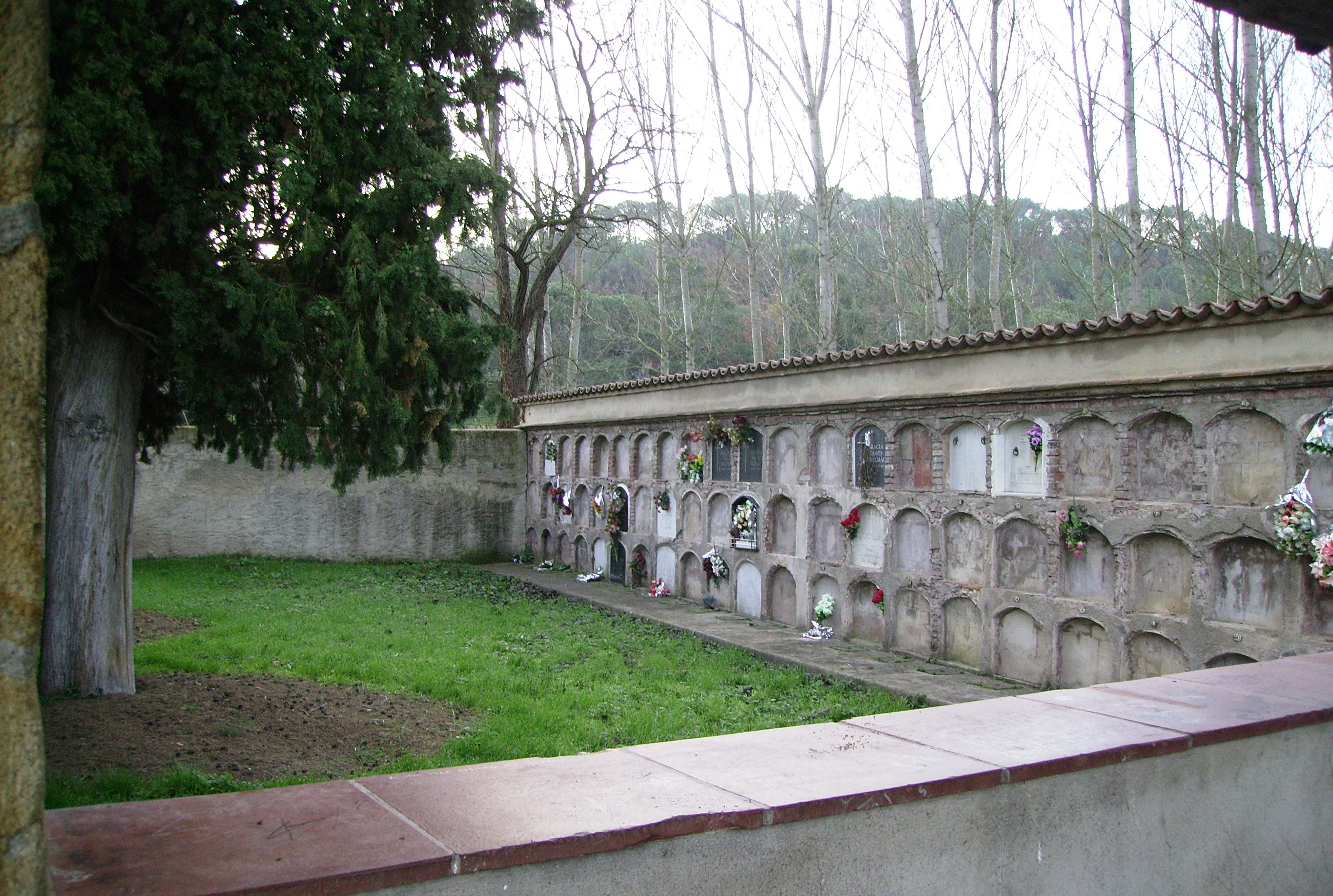
Cementiri antic de l'Església de Sant Cebrià, avui (2010) ja no està en ús
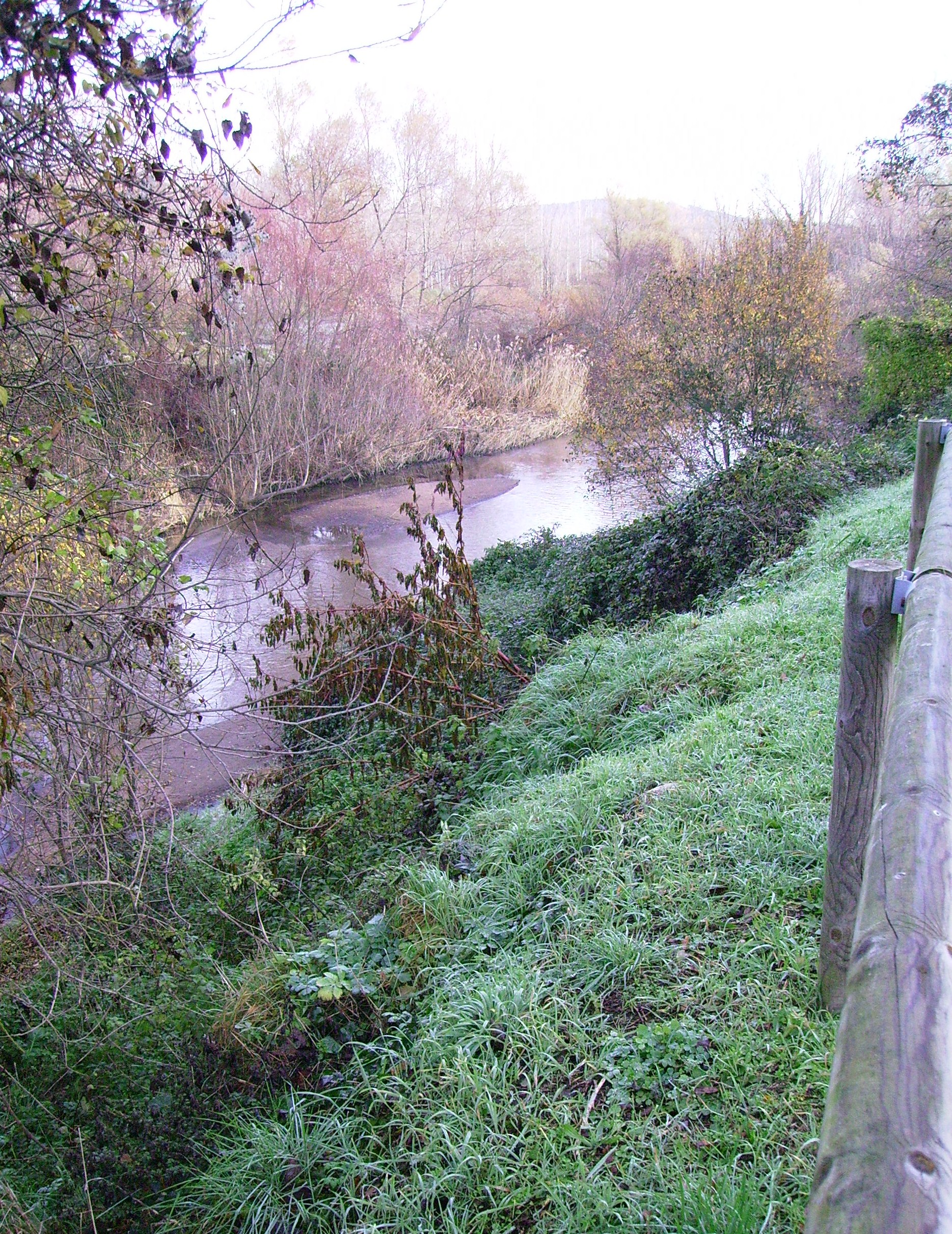
El riu La Tordera a l'hivern al seu pas per l'Església de Sant Cebrià
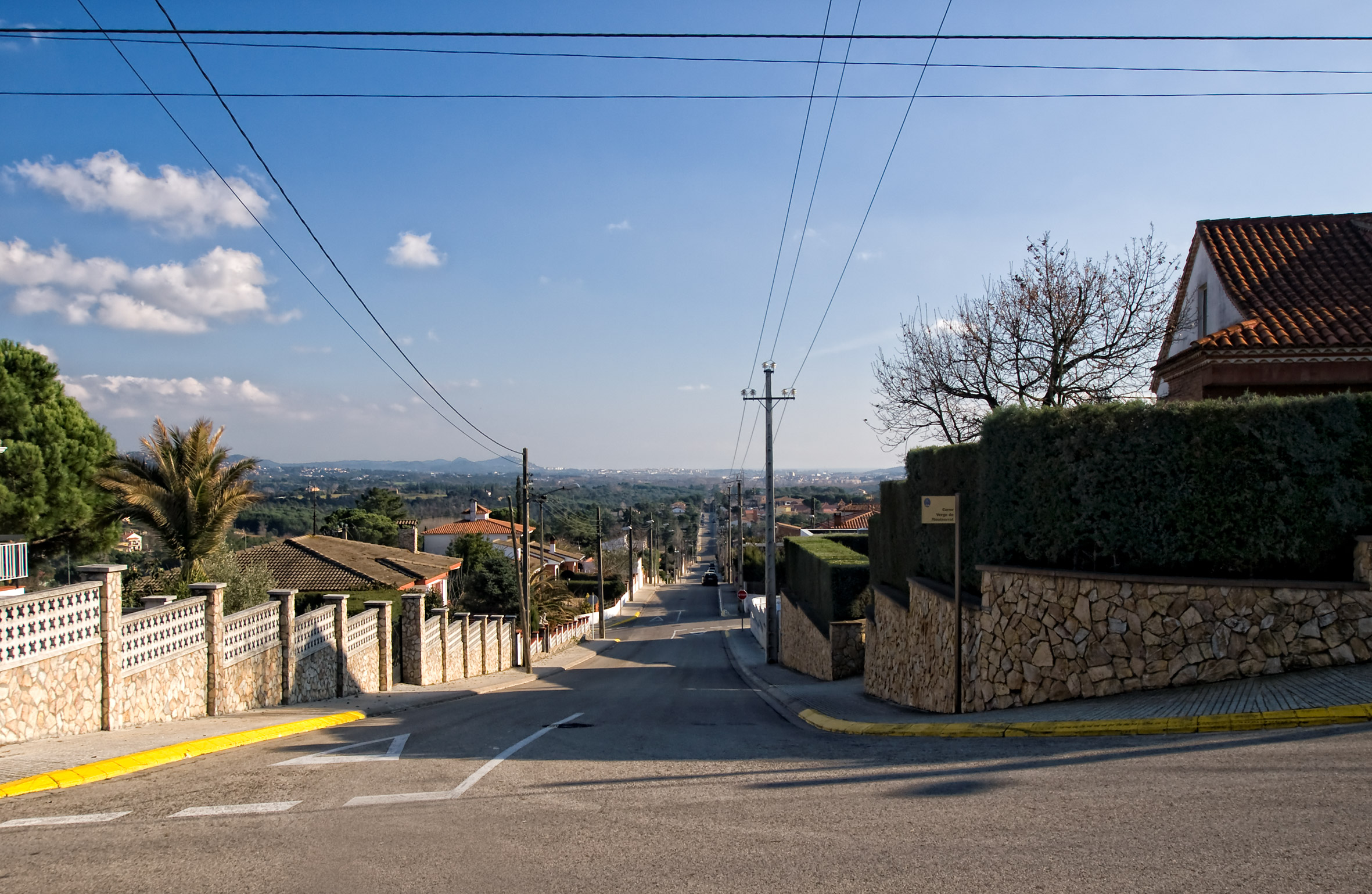
El carrer de la Mare de Déu de Montserrat